# Koyré-Medaille
Die Koyré-Medaille ist eine Auszeichnung für Wissenschaftsgeschichte der Académie internationale d’histoire des sciences, die anfangs unregelmäßig und seit 1989 alle zwei Jahre für herausragende Leistungen in den zurückliegenden Jahren vor dem Verleihungszeitpunkt verliehen wird. Sie ist nach Alexandre Koyré benannt.

## Preisträger
Preisträger sind:
- 1968 Derek T. Whiteside für die ersten beiden Bände der Mathematical Papers of Isaac Newton (Cambridge, 1967, 1968)
- 1971 Adolf Pawlowitsch Juschkewitsch und seine Mitarbeiter für ihre vierbändige russische Mathematikgeschichte (Moskau, Kiew 1964 bis 1970) und Bogdan Suchodolski (1903–1992) und Mitarbeiter für ihre zweibändige polnische Wissenschaftsgeschichte (Warschau 1970)
- 1974 Ludovico Geymonat für seine vierbändige Storia del pensiero filosofico e scientifico (Mailand 1972)
- 1981 Marshall Clagett für sein vierbändiges Werk Archimedes in the Middle Ages (1964 bis 1980)
- 1986 Charles Coulston Gillispie und Mitarbeiter für den Dictionary of Scientific Biography (New York, 1970 bis 1980)
- 1989 John David North für sein Buch Chaucer’s Universe (Oxford, 1988)
- 1991 Roshdi Rashed  für sein Gesamtwerk
- 1993 William René Shea für sein Gesamtwerk
- 1995 Juan Vernet, Julio Samsó und die al-Andalus-Historikerschule
- 1997 René Taton für sein Gesamtwerk
- 1999 John Heilbron für sein Gesamtwerk
- 2001 Isabella Grigorjewna Baschmakowa und  Christian Houzel für ihr Gesamtwerk
- 2003 für Storia della scienza, begründet von Vincenzo Cappelletti
- 2005 Guy Beaujouan für sein Gesamtwerk
- 2007 Ekmeleddin Ihsanoglu für seine Arbeiten über osmanische Wissenschaftsgeschichte
- 2009 für das ESA History Project, geleitet von John Krige und Arturo Russo
- 2011 Brigitte Hoppe für ihr Gesamtwerk
- 2013 David A. King für sein Gesamtwerk
- 2015 für die französische Ausgabe von Kopernikus De revolutionibus orbium coelestium (M.-P. Lerner, Ph. Segonds, J.-P. Verdet und Mitarbeiter)
- 2017 Robert Fox für sein Gesamtwerk